# Talsperre Koberbach

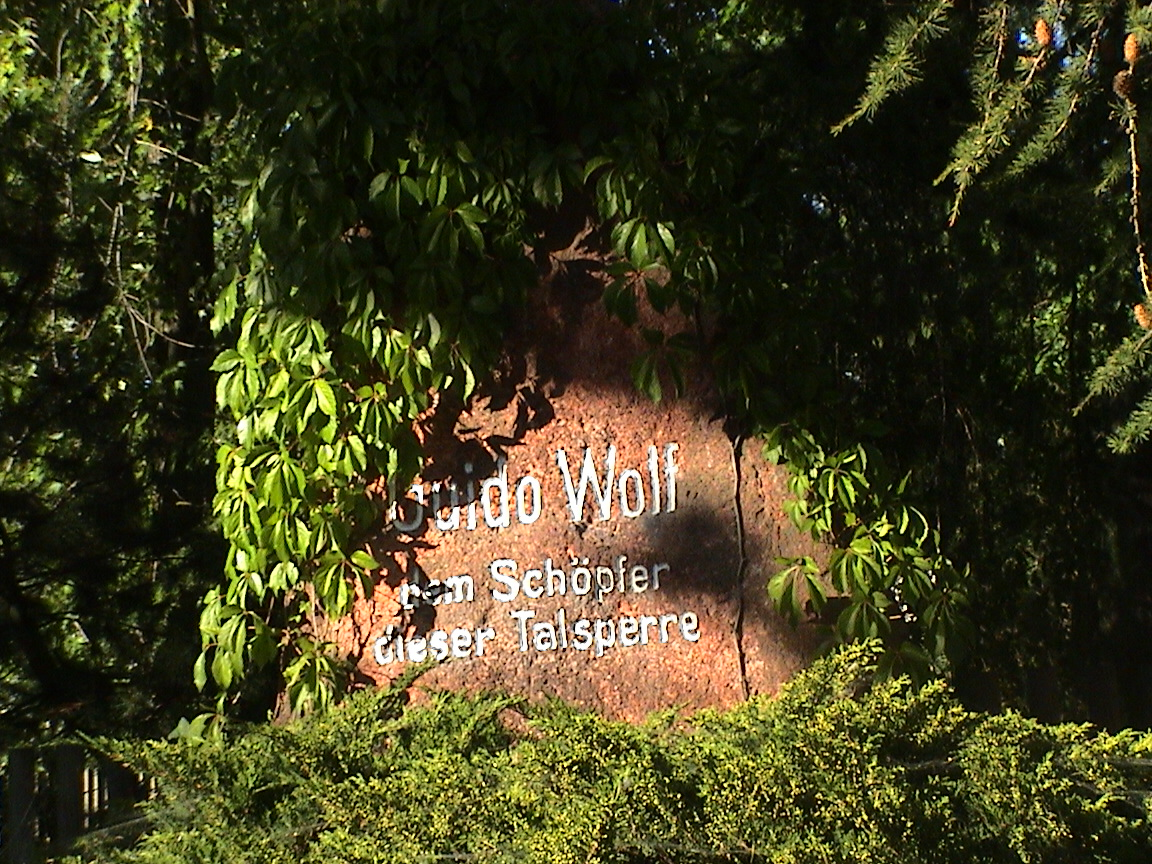
Gedenkstein für Guido Wolf

Die Talsperre Koberbach ist eine Talsperre im Nordwesten des Landkreises Zwickau im Freistaat Sachsen. Sie wurde für die Brauchwasserversorgung der Industrie in Neukirchen und Crimmitschau gebaut und dient heute ausschließlich dem Hochwasserschutz und der Erholung.

## Historisches

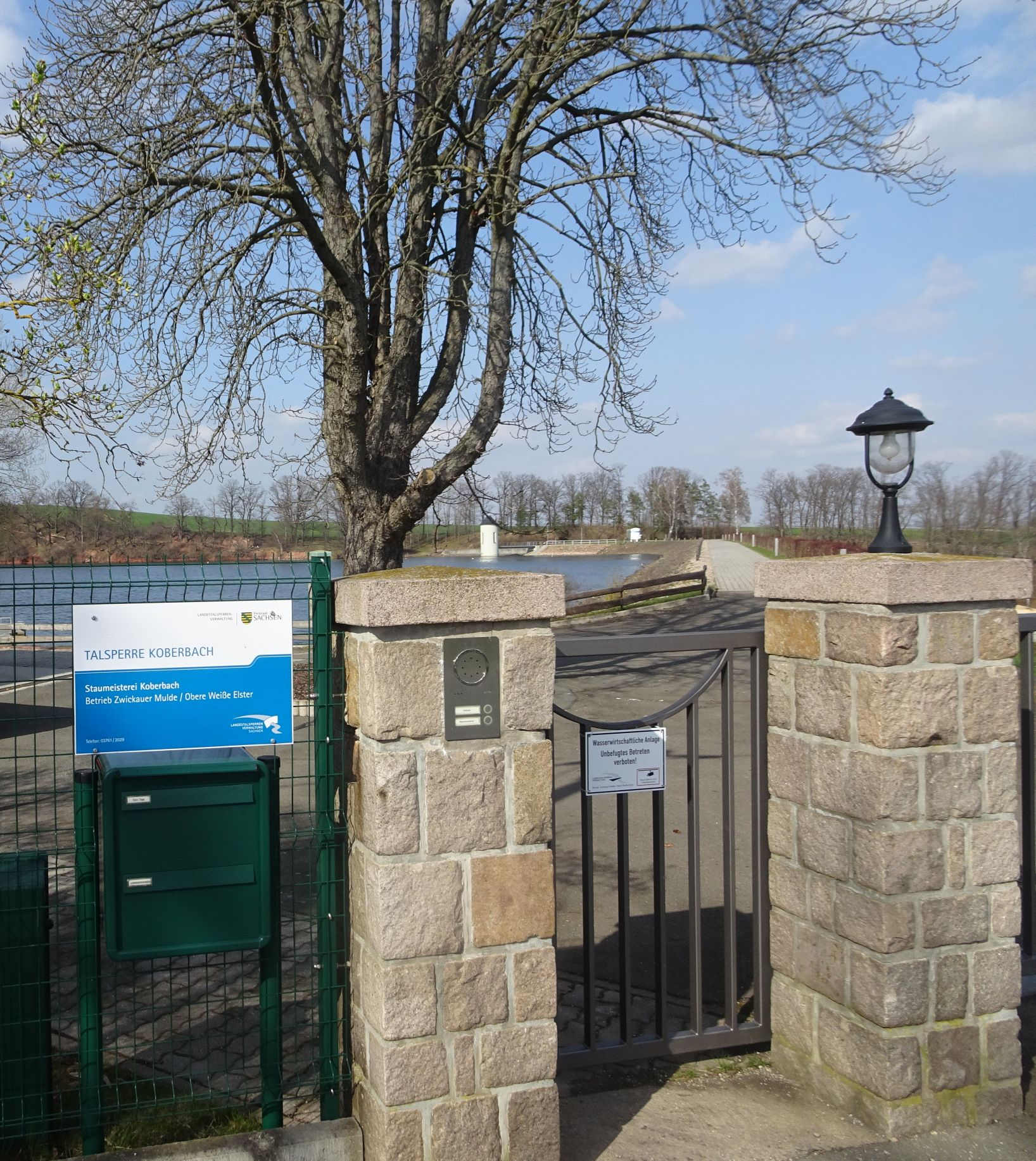
Eingang zum Gelände der Landestalsperrenverwaltung

Der Fabrikant Guido Wolf aus Neukirchen gründete 1925 eine Aktiengesellschaft, um eine Talsperre im Kobertal für eine bessere Brauchwasserversorgung der Crimmitschauer Textilindustrie zu schaffen.
Nach zwölfjähriger Vorbereitung wurde im Frühjahr 1926 mit dem Bau begonnen. Der dazu nötige Grunderwerb erstreckte sich auf ca. 69 ha in den Fluren der Gemeinden Langenhessen und Niederalbertsdorf (vormals Kleinbernsdorf). Dazu musste auch die Talstraße von Kleinbernsdorf nach Langenhessen auf einer Länge von rund 3 km verlegt werden. Die Baukosten in Höhe von 4,2 Millionen Mark wurden durch den Verkauf von Aktien und durch die produktive Erwerbslosenfürsorge erbracht.
Nach nur dreijähriger Bauzeit wurde die Talsperre im Oktober 1929 in Betrieb genommen.
Nach Liquidierung der Talsperren-Aktiengesellschaft Crimmitschau 1953 ging die Talsperre Koberbach als Volkseigentum in staatliche Verwaltung über.
Heute ist die Landestalsperrenverwaltung Sachsen, Betrieb Zwickauer Mulde / Obere Weiße Elster, für die Talsperre zuständig.

## Das Bauwerk

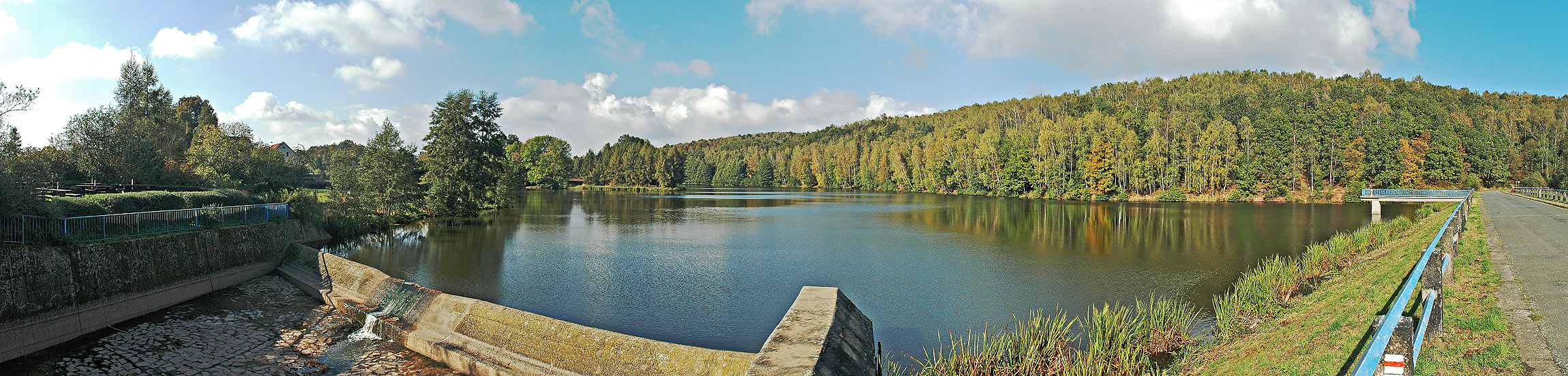
Panorama-Bild der Vorsperre

Der Staudamm der Talsperre Koberbach ist ein Erdschüttdamm mit einer geneigten Innendichtung aus Lehm. Das gestaute Gewässer ist der Koberbach, ein Nebenfluss der Pleiße, und der Erdbach. Das Sperrenbauwerk war der erste moderne Erdschüttdamm Deutschlands.
Die Talsperre hat eine Vorsperre, die 1972 gebaut wurde. Auf dem Panoramabild sieht man rechts den Damm der Vorsperre und links ihren Überlauf.

## Freizeitmöglichkeiten

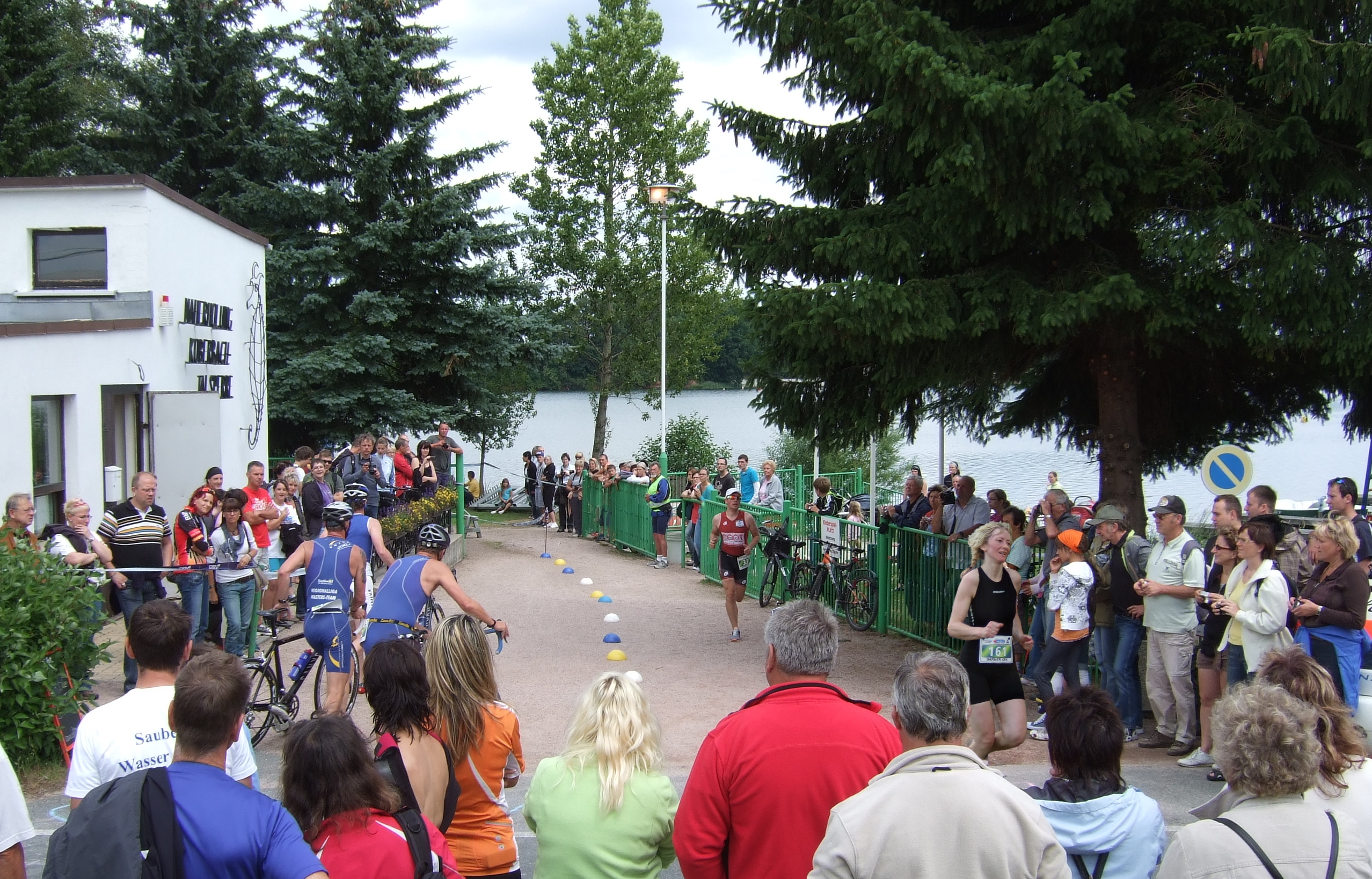
Koberbachtaltriathlon 2011. Das Foto zeigt den Wechsel vom Rad zum Lauf am Eingang des Strandbades.

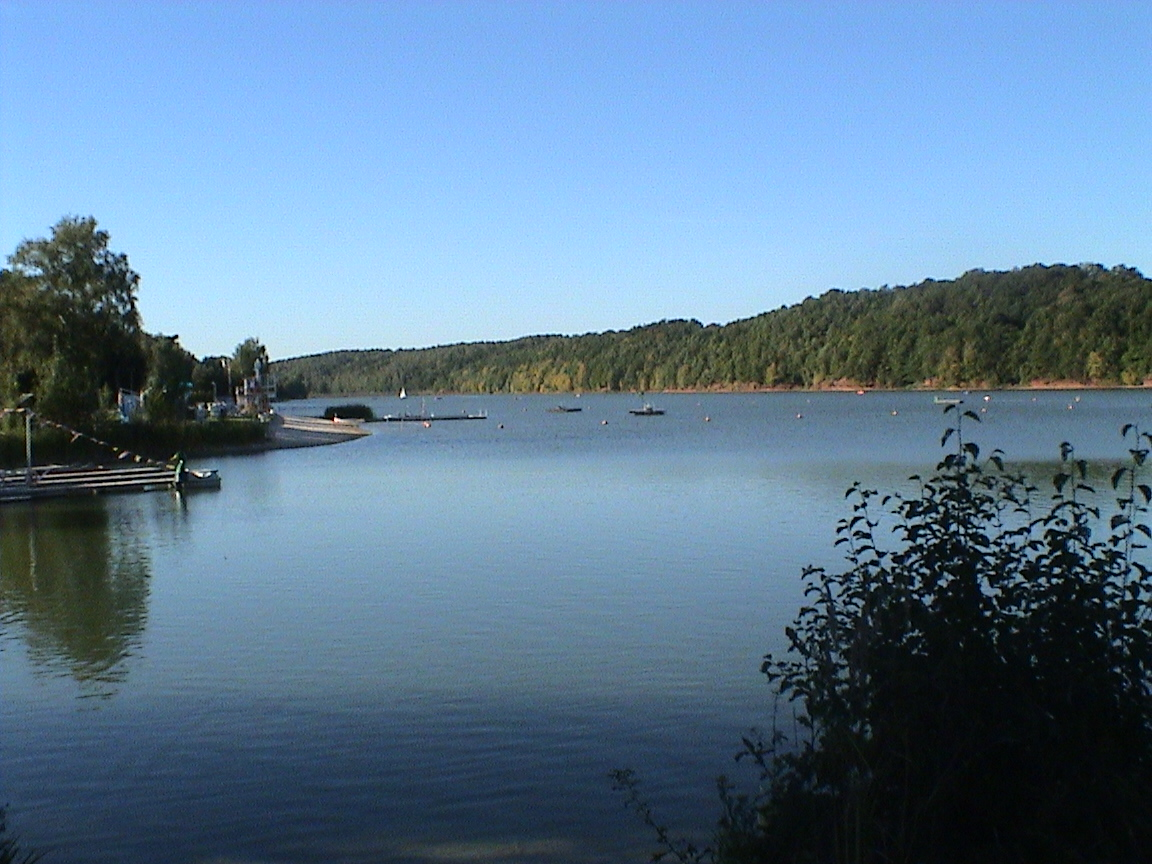
Blick über die Talsperre zum Steilufer

Freizeitsport (Baden, Segeln und Tauchen) ist am Stausee möglich. Der Stausee ist ein offizielles Badegewässer. Es gibt auch einen Bootsverleih, einen Campingplatz, verschiedene Gastronomiebetriebe und ein Autokino. Zu einem alljährlichen Höhepunkt hat sich der seit 2010 ausgetragene Koberbachtriathlon etabliert.

## Einzelnachweise

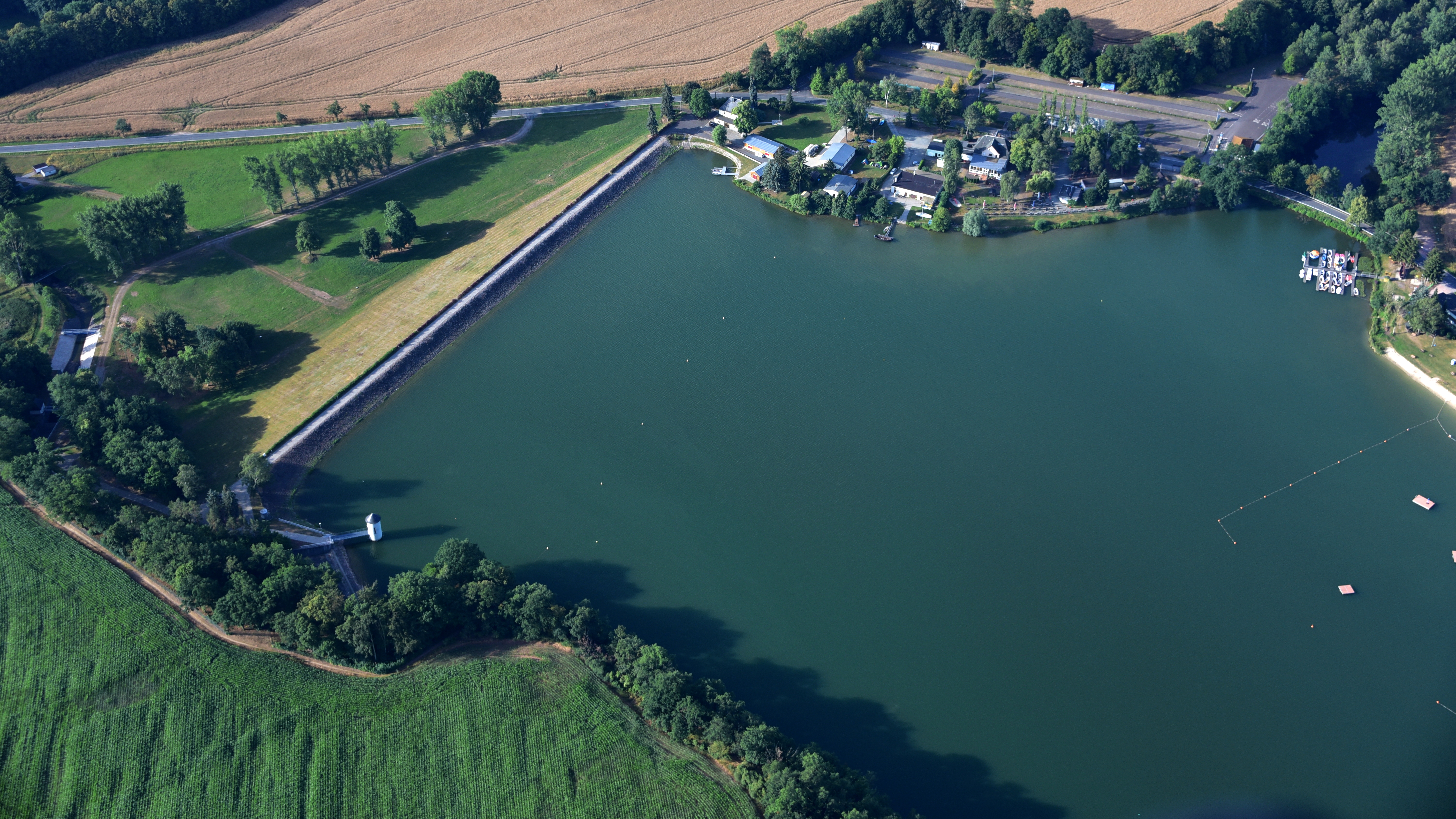
Talsperre Koberbach, Luftaufnahme / v. li nach re. Staudamm, Autokino und Badestrand